# Еланлино
Ела́нлино (баш. Йыланлы, Еланлы) — село в Кигинском районе Башкортостана, административный центр Еланлинского сельсовета.

## Географическое положение
Расстояние до:
- районного центра (Верхние Киги): 26 км,
- ближайшей ж/д станции (Мурсалимкино): 31 км.

## История
В «Списке населенных мест по сведениям 1870 года», изданном в 1877 году, населённый пункт упомянут как деревня Еланлы (Алешкина) 2-го стана Златоустовского уезда Уфимской губернии. Располагалась при впадении речки Еланли в реку Ай, между почтовым и этапным Сибирскими трактами, в 74 верстах от уездного города Златоуста и в 35 верстах от становой квартиры в заводе Саткинский (Троицко-Саткинский, Сатка). В деревне, в 156 дворах жили 1005 человек (495 мужчин и 510 женщин, тептяри, башкиры), были мечеть, училище, водяная мельница. Жители занимались земледелием, скотоводством.

## Население
| 2002 | 2009 | 2010 |
| ---- | ---- | ---- |
| 893  | ↘845 | ↘796 |

Национальный состав
Согласно переписи 2002 года, преобладающая национальность — татары (74 %).

## Религия
В селе есть мечеть.

## Известные уроженцы
- Гирфанов, Султан Гирфанович (3 июля 1913 года — 31 марта 1989 года) — заведующий конефермой колхоза имени Кирова Кигинского района. Герой Социалистического Труда. Участник советско-финской и Великой Отечественной войн.
- Сафин, Рафаэль Ахметсафович (16 февраля 1932 — 2002) — башкирский поэт, драматург, Заслуженный деятель искусств БАССР (1982)[6][7].